# Vitbukig frötangara
Vitbukig frötangara (Sporophila leucoptera) är en fågel i familjen tangaror inom ordningen tättingar.

## Utseende
Vitbukig frötangara är en liten finkliknande fågel med kort men mycket kraftig näbb. Hanen är grå ovan (i Bolivia svart) med en vit fläck på vingen och gul näbb. Undersidan är vit eller gråaktig. Honan är brun på ovansidan med ljusare buk och mörk näbb.

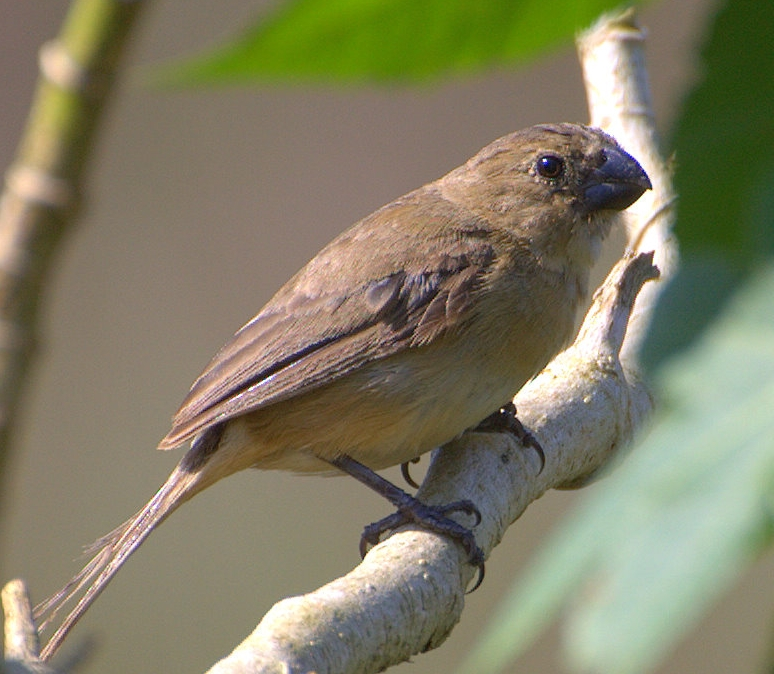
Hona.

## Utbredning och systematik
Vitbukig frötangara delas in i fyra underarter med följande utbredning:
- Sporophila leucoptera bicolor – förekommer från sydöstra Peru (Madre de Dios) till nordvästra Bolivia (Beni och Santa Cruz)
- leucoptera-gruppen
  - Sporophila leucoptera mexianae – förekommer i södra Surinam och Mexiana Island (utanför nordöstra Brasilien Pará)
  - Sporophila leucoptera leucoptera – förekommer i östra Paraguay, centrala och sydvästra Brasilien och norra Argentina
  - Sporophila leucoptera cinereola – förekommer från östra Brasilien (södra Maranhão till Rio de Janeiro)

### Familjetillhörighet
Liksom andra finkliknande tangaror placerades denna art tidigare i familjen Emberizidae. Genetiska studier visar dock att den är en del av tangarorna.

## Status
Arten har ett stort utbredningsområde och beståndet anses stabilt. Internationella naturvårdsunionen IUCN listar den därför som livskraftig (LC).